# Municipio de Southwest (Carolina del Norte)
El municipio de Southwest (en inglés: Southwest Township) es un municipio ubicado en el  condado de Lenoir en el estado estadounidense de Carolina del Norte. En el año 2010 tenía una población de 1.503 habitantes.

## Geografía
El municipio de Southwest se encuentra ubicado en las coordenadas 35°12′18.59″N 77°33′38.88″O / 35.2051639, -77.5608000.